# M.V.P. (singolo)
M.V.P. è il secondo singolo estratto da Lifestylez ov da Poor & Dangerous, primo album del rapper statunitense Big L. Pubblicato nel 1995, è prodotto da Lord Finesse, raggiungendo il picco nelle classifiche statunitensi nel mese di agosto. L'acronimo M.V.P. sta per «most valuable poet», miglior poeta.

## Classifiche
| Classifica (1995)        | Posizione massima |
| ------------------------ | ----------------- |
| US Hot R&B/Hip-Hop Songs | 56                |
| US Hot Rap Songs         | 15                |